# Test de Wilcoxon-Mann-Whitney
En statistique, le test de Wilcoxon-Mann-Whitney (ou test U de Mann-Whitney ou encore test de la somme des rangs de Wilcoxon) est un test statistique non paramétrique qui permet de tester l'hypothèse selon laquelle les distributions de chacun de deux groupes de données sont proches. 
Il a été proposé par Frank Wilcoxon en 1945 et par Henry Mann et Donald Ransom Whitney en 1947.
L'énorme avantage de ce test est sa simplicité, même si de ce fait son utilisation est limitée. Comme tous les tests statistiques, il consiste, à partir de ce qui est observé, à mettre en évidence un évènement dont on connait la loi de probabilité (au moins sa forme asymptotique)[réf. souhaitée]. La valeur obtenue, si elle est peu probable selon cette loi, suggèrera de rejeter l'hypothèse nulle.

## Présentation formelle
On considère deux populations X et Y de tailles respectives {\displaystyle n_{x}} et {\displaystyle n_{y}}. On suppose les observations indépendantes et disposant d'une relation d'ordre. On souhaite tester l'hypothèse suivante : 
H0 : la probabilité qu'une observation de la population X soit supérieure à une observation de la population Y est égale à la probabilité qu'une observation de la population Y soit supérieure à une observation de la population X : P(X > Y) = P(Y > X).
En général l'hypothèse plus forte « les deux distributions sont égales » est utilisée.
Si nous ordonnons les {\displaystyle (n_{x}+n_{y})} éléments de {\displaystyle X\cup Y} par ordre croissant, nous pouvons définir, pour chaque individu, son rang dans la séquence ainsi formée. Soit {\displaystyle S_{x}} la somme des {\displaystyle n_{x}} rangs des éléments de X.
On montre que, sous H0, l'évènement {\displaystyle S_{x}=t} suit une distribution connue, tabulée pour de petits échantillons et qui peut être approchée par une loi de probabilité gaussienne de moyenne {\displaystyle E=n_{x}n_{y}/2} et de variance {\displaystyle V={\frac {n_{x}n_{y}(n_{x}+n_{y}+1)}{12}}} pour des échantillons de taille supérieure à 20 environ.
Le test est construit en confrontant la valeur effectivement obtenue à cette moyenne et cet écart type : on peut ainsi estimer la probabilité de cette valeur sous l'hypothèse nulle et ainsi décider ou non de rejeter cette hypothèse nulle.
On calculera la valeur : {\displaystyle \varepsilon =\left|S_{x}-E\right|/{\sqrt {V}}}, qui, si elle est supérieure à 1,96 (risque de 5 %), permet de rejeter l'hypothèse nulle H0 d'égalité des deux échantillons.

## Implémentation
- wilcox.test avec R et la bibliothèque "stats"
- scipy.stats.mannwhitneyu avec Python3 et le module "scipy.stats"
- pingouin.mwu avec Python3 et le module "pingouin"